# Kalenjin (taal)
Het Kalenjin is een Nilotische taalgroep gesproken door rond de 5 miljoen mensen in Kenia. De talen werden vroeger vaak de Nanditalen genoemd; sommige van de meer bekende talen uit de groep zijn het Nandi, Terik, het Keiyo en het Kipsigiis. De Kalenjintalen worden geschreven in een licht aangepaste versie van het Latijnse alfabet.